# Antropozoonosi
Una malaltia antroponòtica, o antropozoonosi o zooantroponosi o amfixenosi, és una malaltia infecciosa en què una malaltia humana és transferida a altres animals. Pot causar en ells la mateixa malaltia o una malaltia diferent. El mètode de transmissió sol ser per contacte, com succeeix -per exemple- en el cas de la citridiomicosi, que pot ser propagada pels humans amb el fong a la pell, manipulant granotes amb les mans nues.
La situació inversa, una malaltia transmesa d'animals a humans, es coneix com a zoonosi.

## Antropozoonosis conegudes
Moltes malalties humanes es poden transmetre a altres primats, per les seves extenses similituds biològiques. Com a resultat, els centres que contenen, tracten o impliquen la proximitat de primats i d'altres tipus d'animals (per exemple zoològics, parcs naturals, laboratoris de recerca i hospitals d'animals), sovint prenen mesures per garantir que els animals no estiguin exposats a malalties humanes que puguin patir. En alguns casos, els animals es vacunen de forma rutinària amb les mateixes vacunes que es donen als humans.
- Leishmaniosi: zoonòtica i antroponòtica.[8][9]
- Grip,[10] xarampió,[11] pneumònia i diverses altres infeccions per patògens del tracte digestiu. Molts dels animals que pateixen aquesta mena de processos són primats que habiten zones urbanes.[12]
- Tuberculosi: tant zoonòtica com antroponòtica. Se sap que afecta aus, vaques, elefants, suricates, mangostes, micos i porcs.[13][14]